# Сицилійська вечірня
Сицилійська вечірня — національно-визвольне повстання сицилійців проти влади Анжуйської гілки дому Капетингів 30 березня 1282 року.

## Історія

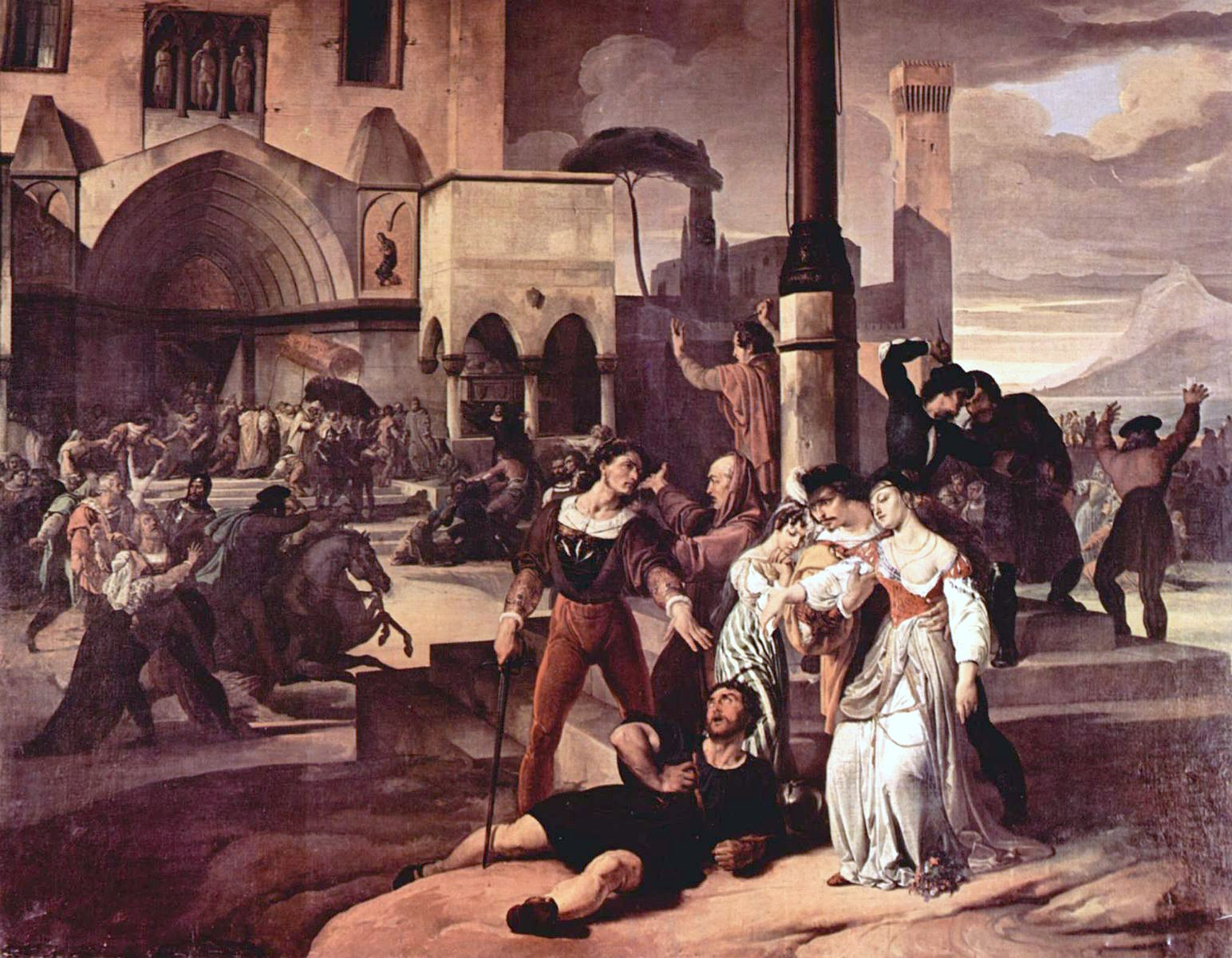
Франческо Аєц «Сицилійська вечірня» (1846)

Після втрати нащадками Фрідріха II Гогенштауфена Сицилії та Неаполя, на цих територіях у 1268 році утвердилась влада Карла Анжуйського, брата французького короля Людовіка Святого. Проте, свавілля французів викликало спротив і вже 1282 року проти них спалахнуло повстання, що завершилось ліквідацією влади Анжуйської династії на Сицилії. У Неаполі французи зберегли свої володіння.
Повстання було спрямоване проти Анжуйської династії, члени якої роздавали сицилійську землю разом із селянами французьким феодалам. Французи чинили свавілля, перенесли столицю Сицилійського королівства за межі Сицилії, з Палермо в Неаполь і зрештою запровадили податок на сіль — «габеллу».

## Назва
Сигналом до повстання став передзвін дзвонів до вечірні, що й дав йому назву.

## Гасло
За деякими даними, гаслом повстання була фраза «Morte Alla Francia, Italia Anela» («Смерть Франції, зроби подих, Італіє»), скорочено «M.A.F.I.A.». З цим гаслом пов'язують легендарне виникнення терміна «мафія», втім більшість сучасних істориків відкидають таку версію.

## Підсумки
Французів, що перебували на Сицилії, було перебито; але на острів були направлені французькі війська. Почалась війна. Вождем повстання та національно-визвольної війни сицилійців був Джованні ді Прочіда. У вересні 1282 року сицилійці були змушені звернутись за допомогою до Арагонської корони, яка відтоді правила на Сицилії. Війну було завершено 1302 року.
На основі цієї історичної події італійський композитор романтик Джузепе Верді у 1855 написав грандіозну оперу в п'яти актах Сицилійська вечірня, (італ. I vespri siciliani). Опера була замовлена до відкриття Всесвітньої виставки у Парижі.